# Galowice

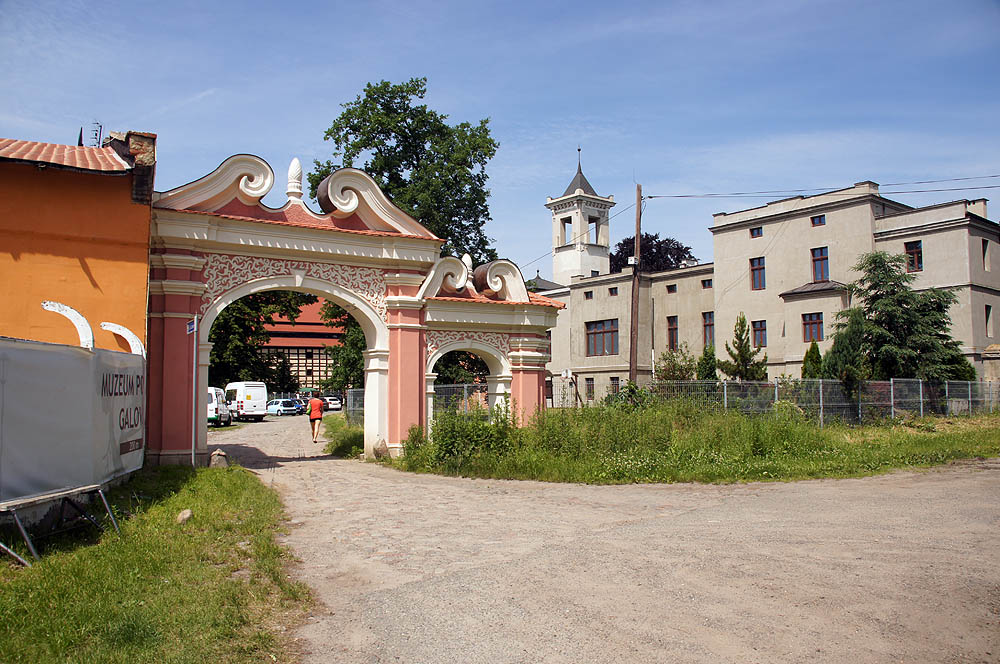
Schloss Gallowitz

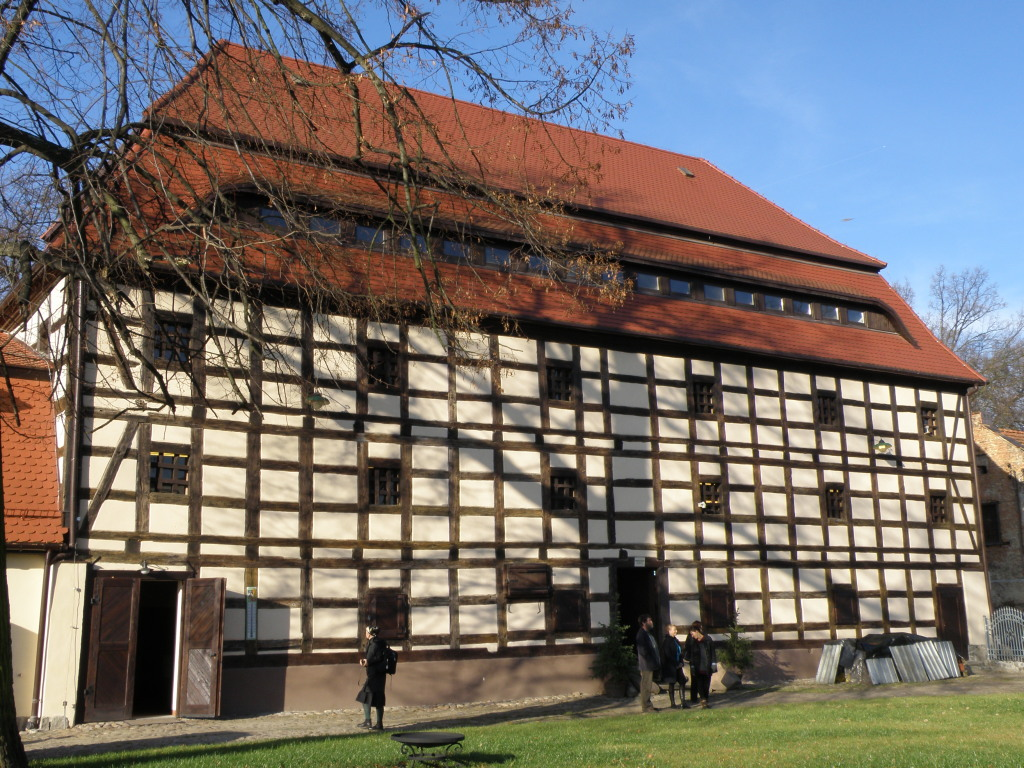
Getreidespeicher

Galowice (deutsch Gallowitz, 1937–1945 Gallen) ist ein Ort in der Landgemeinde Żórawina (Rothsürben) im Powiat Wrocławski der Woiwodschaft Niederschlesien in Polen.

## Lage
Galowice liegt etwa vier Kilometer westlich von Żórawina (Rothsürben) und 17 Kilometer südlich von Breslau. Nachbarorte sind Księginice (Kniegnitz) im Westen, Szukalice (Tauchelwitz) im Norden und Wilczków (Wiltschau) im Süden.

## Geschichte
„Galowicz“, das zum Herzogtum Breslau gehörte, wurde erstmals im Jahre 1307 erwähnt. Möglicherweise war der Ort Stammsitz des schlesischen Adelsgeschlechts Gallwitz, auch der früher in Schlesien verbreitete Familienname Gallwitz könnte mit dem Ort in Zusammenhang stehen.
Nach dem Ersten Schlesischen Krieg fiel Gallowitz mit dem größten Teil Schlesiens 1741/42 an Preußen. Besitzer war im 17. Jahrhundert die Familie von Krohmayer. Georgius Henricus von Kromayer und Groß Sägewitz der Gutsherr, gestorben 1681. Ende des 18. Jahrhunderts ist ein Oberamtsrat der örtliche Grundherr, Franz Rudolph Weickard von Skrbensky (1747–1809), nachmals Generallandschaftsrepräsentant der Schlesischen Landschaft, dem dienstältesten preußischen Kreditinstitut der Rittergutsbesitzer. 1794 zählte das Dorf ein herrschaftliches Schloss, ein Vorwerk, eine Windmühle, drei Bauern, sieben Frei- und zehn Dreschgärtner, fünf andere Häuser, 28 Feuerstellen und 206 Einwohner, darunter ein Büttner, ein Brandweinbrenner und ein Schmied. 1845 waren es 34 Häuser, ein herrschaftliches Schloss und Vorwerk, 284 Einwohner, evangelische Kirche zu Domslau, katholische Kirche zu Rothsürben, eine Windmühle, eine Brauerei, eine Brennerei, sechs Handwerker und drei Händler.
Mitte des 19. Jahrhunderts gelangte das Gut Gallowitz an die Herren von Lieres und Wilkau, konkret an den damaligen Leutnant Emil Otto von Lieres und Wilkau (1815–1893). Der Kaufpreis 1841 betrug 65.000 Reichstaler. 1860 erhielt der Offizier die preußische Genehmigung zur Führung des Doppelnamens Lieres von Wilkau. Er war zudem Kreisdeputierter und Direktor der Breslau-Brieger Fürstlandschaft, einer Art Ritterschaftsrat der Region. Die Größe des Gutes Gallowitz umfasste 1894 etwa 302 ha Gesamtfläche. Die Familie von Lieres auf Gallowitz stellte danach weitere namhafte Vertreter, u. a. Theodor von Lieres-Gallowitz (1848–1929), er hinterließ auch eine Erinnerungsschrift. Seine Ehefrau war Helene von Wallenberg. Ihr Erbe wurde Wilhelm von Lieres und Wilkau (1874–1948), liiert mit Josepha Gräfin-Bredow-Goerne. Als Nachfolger war vorbestimmt Theodor von Lieres und Wilkau (1912), verheiratet mit Stephanie von Tyska, Sohn Wilhelm (1943). Nach der Enteignung 1945 lebte die Familie in Hessen. In der Zeit des Nationalsozialismus wurde Gallowitz 1937 in Gallen umbenannt.
Als Folge des Zweiten Weltkrieges fiel Gallen 1945 mit dem größten Teil Schlesiens an Polen und wurde in Galowice umbenannt. Die deutsche Bevölkerung wurde 1946/47 vertrieben. Die neu angesiedelten Bewohner waren teilweise Zwangsumgesiedelte aus Ostpolen, das an die Sowjetunion gefallen war.
1975 bis 1998 gehörte Galowice zur Woiwodschaft Breslau.

## Sehenswürdigkeiten
- Das Schloss Gallowitz wurde 1848 im Stil der Neorenaissance errichtet und 1894 erweitert, 1945 dann teilweise abgerissen. Das Torhaus mit zwei Korbbogen-Toren stammt von 1721.[14]
- Getreidespeicher im Wirtschaftshof des vormaligen Schlosses. Er ist heute ein Museum.[15]

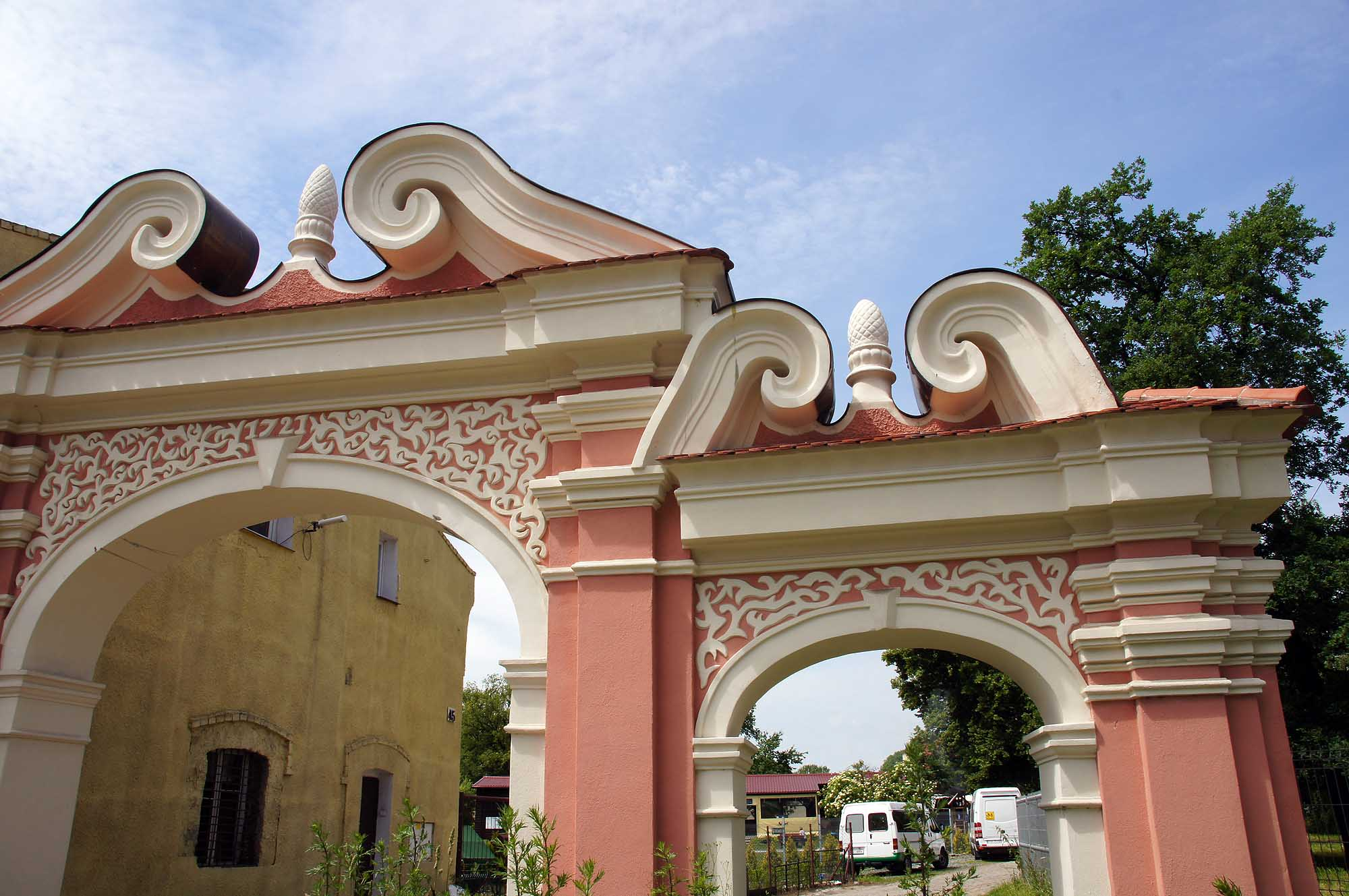
Toreinfahrt
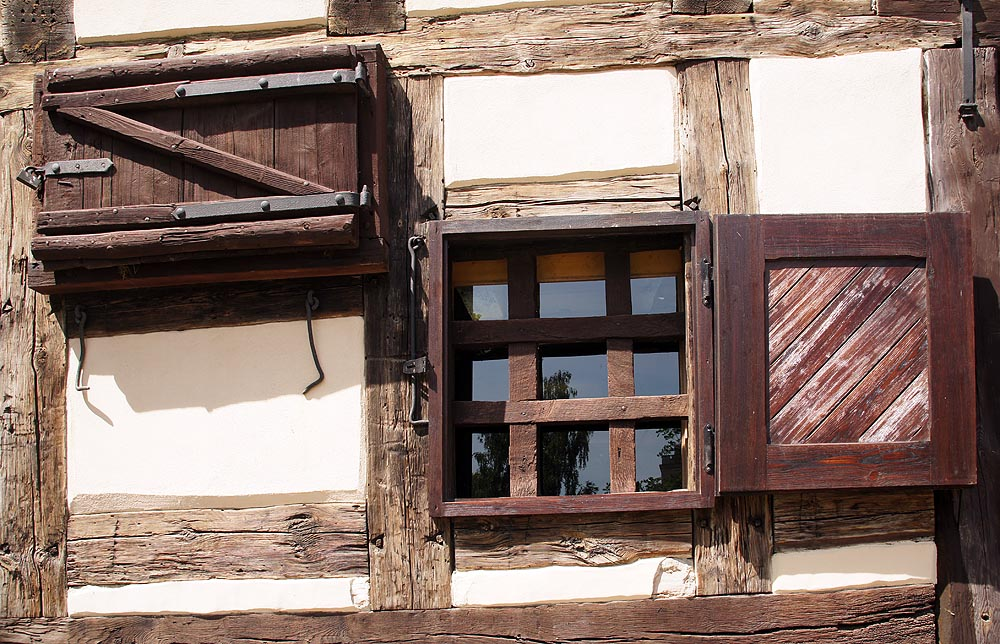
Früherer Speicher Details der Fassade
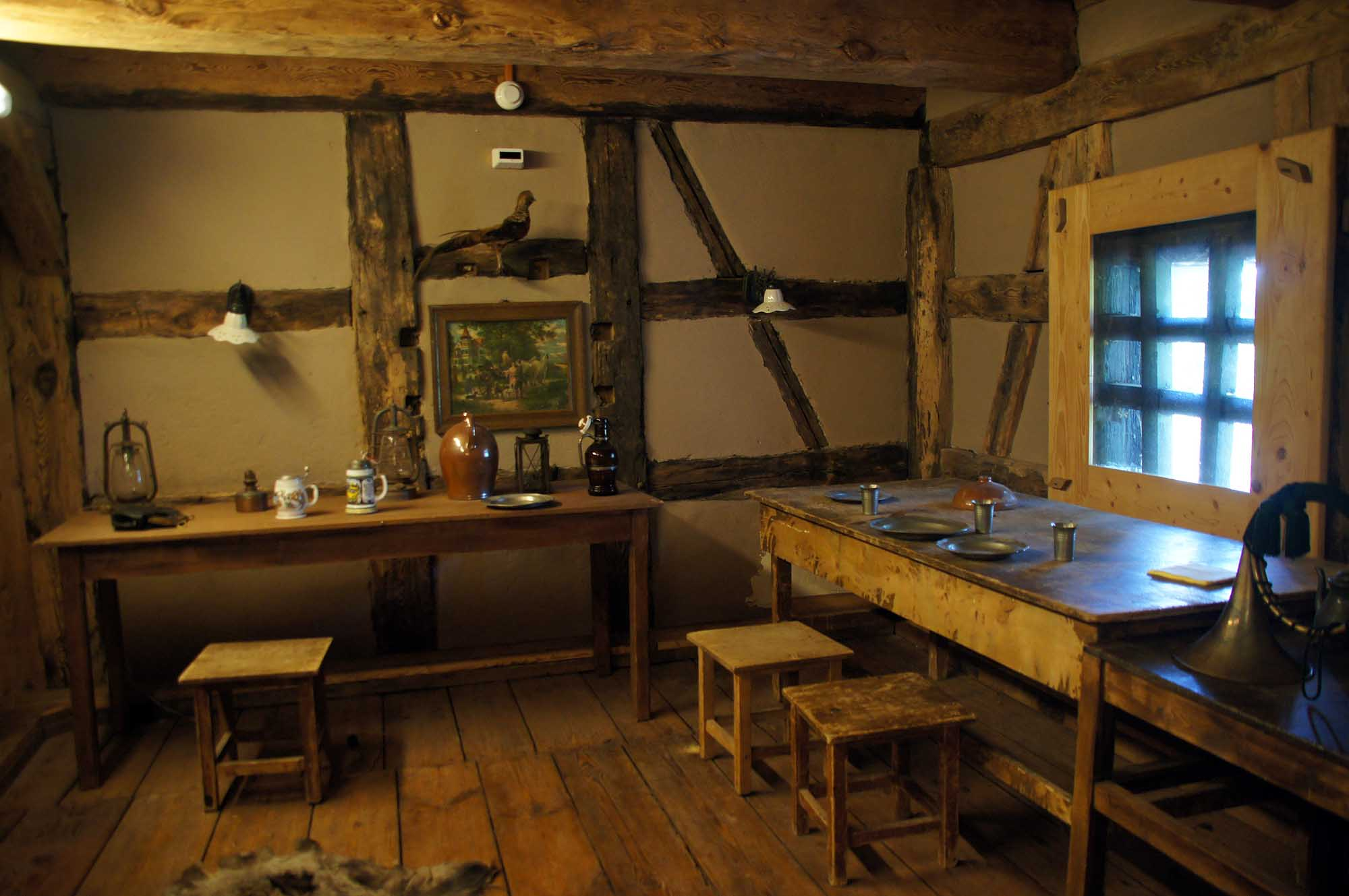
Im Museum